# Esquirol de Colòmbia
L'esquirol de Colòmbia (Notosciurus pucheranii) és una espècie de rosegador de la família dels esciúrids. Viu a la regió andina, des dels boscos andins de Colòmbia fins als Andes orientals del Perú i des de les planes peruanes fins a l'oest de l'Amazònia brasilera, Bolívia i el nord-oest de l'Argentina. No se sap gaire cosa sobre el seu hàbitat i la seva història natural. Es desconeix si hi ha cap amenaça significativa per a la supervivència d'aquesta espècie.
Aquest tàxon fou anomenat en honor del zoòleg francès Jacques Pucheran.